# Casarano Calcio 1991-1992
Questa pagina raccoglie le informazioni riguardanti il Casarano Calcio nelle competizioni ufficiali della stagione 1991-1992.

## Rosa
| N. |                   | Ruolo | Calciatore           |
| -- | ----------------- | ----- | -------------------- |
|    | Italia (bandiera) | D     | Giovanni Bozzia      |
|    | Italia (bandiera) | P     | Antonio Bruno        |
|    | Italia (bandiera) | C     | Marco Calonaci       |
|    | Italia (bandiera) | D     | Marco Carrozzo       |
|    | Italia (bandiera) | C     | Angelo Colaci        |
|    | Italia (bandiera) | C     | Andrea De Gregorio   |
|    | Italia (bandiera) | C     | Alessandro De Solda  |
|    | Italia (bandiera) | C     | Massimo De Solda     |
|    | Italia (bandiera) | A     | Luigi Di Baia        |
|    | Italia (bandiera) | C     | Giacinto Di Battista |
|    | Italia (bandiera) | C     | Andrea Di Rosa       |
|    | Italia (bandiera) | P     | Gabriele Joannoni    |
|    | Italia (bandiera) | C     | Luca Landonio        |

| N. |                   | Ruolo | Calciatore           |
| -- | ----------------- | ----- | -------------------- |
|    | Italia (bandiera) | D     | Stefano Longo        |
|    | Italia (bandiera) | C     | Vincenzo Mazzeo      |
|    | Italia (bandiera) | A     | Mauro Meluso         |
|    | Italia (bandiera) | D     | Cosimo Oliva         |
|    | Italia (bandiera) | C     | Massimiliano Pani    |
|    | Italia (bandiera) | A     | Maurizio Passabì     |
|    | Italia (bandiera) | C     | Giacomo Pettinicchio |
|    | Italia (bandiera) | C     | Fabio Romano         |
|    | Italia (bandiera) | D     | Antonio Schio        |
|    | Italia (bandiera) | C     | Alessandro Toti      |
|    | Italia (bandiera) | A     | Massimiliano Vadacca |
|    | Italia (bandiera) | A     | Alvaro Zian          |

## Risultati

### Campionato

#### Girone di andata
| 15 settembre 1991 1ª giornata | Sambenedettese | 1 – 0 | Casarano |  |

| 22 settembre 1991 2ª giornata | Casarano | 1 – 0 | Licata |  |

| 29 settembre 1991 3ª giornata | Barletta | 0 – 0 | Casarano |  |

| 6 ottobre 1991 4ª giornata | Casarano | 0 – 0 | Perugia |  |

| 13 ottobre 1991 5ª giornata | Monopoli | 2 – 0 | Casarano |  |

| 20 ottobre 1991 6ª giornata | Casarano | 2 – 0 | Siracusa |  |

| 27 ottobre 1991 7ª giornata | Salernitana | 1 – 0 | Casarano |  |

| 10 novembre 1991 8ª giornata | Casarano | 1 – 1 | Acireale |  |

| 17 novembre 1991 9ª giornata | Ternana | 0 – 0 | Casarano |  |

| 24 novembre 1991 10ª giornata | Casarano | 2 – 0 | Catania |  |

| 1º dicembre 1991 11ª giornata | Casarano | 2 – 0 | Reggina |  |

| 8 dicembre 1991 12ª giornata | Chieti | 0 – 0 | Casarano |  |

| 15 dicembre 1991 13ª giornata | Casarano | 0 – 1 | Fano |  |

| 22 dicembre 1991 14ª giornata | Fidelis Andria | 1 – 0 | Casarano |  |

| 29 dicembre 1991 15ª giornata | Casarano | 1 – 0 | Giarre |  |

| 12 gennaio 1992 16ª giornata | Ischia Isolaverde | 2 – 1 | Casarano |  |

| Casarano 19 gennaio 1992 17ª giornata | Casarano        | 0 – 0 | Nola | Stadio Giuseppe Capozza (1350 spett.)\| Arbitro: \| Bortoli (Schio) \| |
| Arbitro:                              | Bortoli (Schio) |       |      |                                                                        |

#### Girone di ritorno
| 26 gennaio 1992 18ª giornata | Casarano | 2 – 1 | Sambenedettese |  |

| 9 febbraio 1992 19ª giornata | Licata | 1 – 0 | Casarano |  |

| 16 febbraio 1992 20ª giornata | Casarano | 0 – 0 | Barletta |  |

| 23 febbraio 1992 21ª giornata | Perugia | 2 – 0 | Casarano |  |

| 1º marzo 1992 22ª giornata | Casarano | 1 – 0 | Monopoli |  |

| 8 marzo 1992 23ª giornata | Siracusa | 1 – 0 | Casarano |  |

| 15 marzo 1992 24ª giornata | Casarano | 0 – 0 | Salernitana |  |

| 23 marzo 1992 25ª giornata | Acireale | 0 – 1 | Casarano |  |

| 5 aprile 1992 26ª giornata | Casarano | 1 – 0 | Ternana |  |

| 12 aprile 1992 27ª giornata | Catania | 1 – 1 | Casarano |  |

| 18 aprile 1992 28ª giornata | Reggina | 0 – 0 | Casarano |  |

| 26 aprile 1992 29ª giornata | Casarano | 2 – 1 | Chieti |  |

| 3 maggio 1992 30ª giornata | Fano | 1 – 0 | Casarano |  |

| 10 maggio 1992 31ª giornata | Casarano | 1 – 1 | Fidelis Andria |  |

| 17 maggio 1992 32ª giornata | Giarre | 2 – 1 | Casarano |  |

| 24 maggio 1992 33ª giornata | Casarano | 0 – 0 | Ischia Isolaverde |  |

| Nola 31 maggio 1992 34ª giornata | Nola              | 0 – 0 | Casarano | Stadio Comunale Piazza d'Armi (1200 spett.)\| Arbitro: \| Ferlito (Catania) \| |
| Arbitro:                         | Ferlito (Catania) |       |          |                                                                                |